# Csopak
Csopak je vas na Madžarskem, ki upravno spada pod podregijo Balatonfüredi Županije Veszprém.